# Birgitta Svensson
Birgitta Elisabet Hald Svensson, född Svensson 1 november 1945 i Norrköping, är en svensk spelfilmsregissör och dokumentärfilmare.
Birgitta Svenson har sedan 1970-talet varit knuten till dokumentärfilmsredaktionen på Sveriges Television och gjort oräkneliga dokumentärfilmer. 1975 debuterade hon som spelfilmsregissör med TV-filmen  Vem var Axel Wenner-Gren? och 1977 med biograffilmen Mackan. Efter ytterligare två spelfilmer i början av 1980-talet återgick Birgitta Svensson till att göra dokumentärfilm.

## Filmografi

### Spelfilmer, regi
- 1975 – Vem var Axel Wenner-Gren?
- 1977 – Mackan
- 1981 – Inter Rail
- 1984 – Två solkiga blondiner
- 2011 – Överförmyndaren griper in
- 2012 – Drömmar

### TV-dokumentärer, regi (urval)
- 1975 Vem var Axel Wenner-Gren?
- 1990 Främlingslegionen
- 1993 Lejonen från Kamerun
- 1996 Gud är arg
- 1998 Jag ska bli utlänning (dokumentärserie)
- 2003 Uppdrag Bryssel (dokumentärserie)
- 2005 I kaxiga poeters sällskap
- 2006 Himmelriket nästa

### Manus
- 1977 – Mackan
- 1981 – Inter Rail
- 1984 – Två solkiga blondiner
- 2011 – Överförmyndaren griper in
- 2012 – Drömmar

### Producent
- 2007 – Alla hittar kärlek utom jag
- 2011 – Överförmyndaren griper in
- 2012 – Drömmar

### Foto
- 2011 – Överförmyndaren griper in
- 2012 – Drömmar

### Klippning
- 1980 – Prins Hatt under jorden

### Fotnoter
1. ↑  Sveriges befolkning 1990, CD-ROM, Version 1.00, Riksarkivet (2011)
2. ↑  Sökning på Upplysning.se 2012-07-09: "Hald Svensson, Birgitta Elisabet"
3. ↑  ”Birgitta Svensson”. Svensk Filmdatabas. http://sfi.se/sv/svensk-filmdatabas/Item/?type=PERSON&itemid=66893. Läst 9 juli 2012.
4. ↑  ”"Inte lätt att få tillstånd att filma"”. Sveriges Television. http://mobil.svt.se/2.58360/1.772857/utskriftsvanligt_format?printerfriendly=true. Läst 9 juli 2012.[död länk]